# AutoLISP
O AutoLISP é um dialeto para a linguagem de programação Lisp, criado especificamente para ser utilizado com o programa AutoCAD e os seus derivados, como o Autodesk Map 3D e o Autodesk Architectural Desktop. A interface de programação e o interpretador não são incluídos na versão AutoCAD LT do produto.
```
; exemplo de macro sem expor a interface com linha de comando

(defun hello_world ()
  (alert "Hello World!"))

; exemplo de macro expondo a interface com linha de comando

(defun c:hello_world ()
  (alert "Hello World!")
  (princ))

; exemplo de flexibilidade do LISP

(cond
  ((= a b) (princ "\n(a) and (b) are equal"))
  ((and (= (type a) 'INT) (= (type b) 'INT)) 
   (princ (strcat "\n(a)+(b)=" (itoa (+ a b)))))
  ((and (= (type a) 'STR) (= (type b) 'STR))
   (princ (strcat "\n(a)+(b)=" a b)))
  ((and (listp a) (= (type b) 'SUBR))
   (mapcar '(lambda (x) (princ (b x)) ) a)))

```